# Dion Dublin
Dion Dublin (født 22. april 1969) er en engelsk tidligere fodboldspiller og tv-vært. Han er født i Leicester og af nigerianske afstamning, spillede fire gange for Englands fodboldlandshold. Dublin startede sin karriere som en center-back hos Norwich City, men slog sit navn fast hos Cambridge United som angriber. Han spillede også hos andre klubber, såsom Manchester United, Coventry City, Millwall, Aston Villa, Leicester City og Celtic.
Dublin er også en dygtig amatør slagtøjsspiller, og har opfundet et percussion-instrument, der kaldes "The Dube". I 2011 spillede han med Ocean Colour Scene i en koncert på University of East Anglia i Norwich. I 2015, sluttede han sig til at tv-holdet på BBC One-programmet Homes Under the Hammer.

## Klubkarriere

### Norwich City
Da han gik i skole i Leicestershire, spillede Dublin for flere Leicestershire ungdomshold, herunder Wigston Fields og Thurmaston Magpies. Dublin påbegyndte derefter sin professionelle fodboldkarriere hos Norwich City efter at have forladt skolen i 1985, men han har aldrig sin førsteholdsdebut, og forlod klubben i 1988 på en fri transfer.

### Cambridge United
I August 1988 sluttede han sig til Cambridge United på en fri transfer, som er et center-half, der havde været hans position hos Norwich City. Men hans nye klub anerkendte at Dublin havde større potentiale som angriber.[kilde mangler] Hans produktive målscoring hjalp United til flere på hinanden følgende oprykninger. I 1988-89 sæsonen, blev Dublin så lånt ud i en kort periode til Barnet. I 1989-90-sæsonen rykkede Cambridge op fra den engelske fjerde division via play-offs, da Dublin blev den første målscorer i en Wembley play-off finale.
I sæsonen 1990-91 klubben blev også mestre i den engelske tredje division, og klubben nåde også frem til kvartfinalen i FA Cup i begge sæsoner, hvor Dublin scorede mod Arsenal i 1991. I 1991-92 sæsonen spillede han en stor rolle i at hjælpe Cambridge til deres højeste slutplacering nogensinde i engelsk fodbold, ved at slutte på femtepladsen i den sidste nogensinde sæson af den gamle 2. division, men da Cambridge ikke klare de at rykke op i den bedste række via play-offs, blev Dublin sat til salg. Siden da har han talt med mange gange om sin kærlighed til Cambridge United.

### Manchester United
Efter at have set Dublin i en cup-kamp, købte Manchester United-manager Alex Ferguson ham for £1 million den 7. august 1992, i kamp med Chelsea og Everton. Dublin var noget af et overraskelseskøb for United,[kilde mangler] efter Ferguson havde forsøgt at hente Alan Shearer fra Southampton, men tabte til Blackburn Rovers.
Han scorede i Uniteds fjerde Premier League-kamp i 1992-93 sæsonen, et mål i sidste minut i Uniteds første Premier League-sejr – 1-0 mod Southampton på The Dell. Men den 2. September brækkede han benet mod Crystal Palace i en 1-0-sejr på Old Trafford, efter en tackling af Eric Young. Han var efterfølgende ude af spillet i seks måneder. Da han var klar igen havde United skrevet kontrakt med Eric Cantona og franskmanden var blevet etableret som førstevalg som angrebsmakker til Mark Hughes. United vandt ligaen i denne sæson for første gang siden 1967, men Dublin fik ikke de ti Premier League-optrædener, der kræves for automatisk at få en mesterskabsmedalje. Men han fik en medalje som følge af dispensation fra Premier League.

### Coventry City
Dublin blev solgt til Coventry, hvor han spillede i knap 5 år. I denne periode fik han i 1997 sin debut for det engelske landshold. Samme sæson scorede han 23 mål for Coventry i ligaen, hvilket var en tangering af klubrekorden. I maj 1997 reddede en scoring i overtiden mod Liverpool og i den sidste kamp mod Chelsea holdet fra nedrykning. I sæsonen 1997-1998 delte han topscorerværdigheden i Premier League med Chris Sutton og Liverpool's Michael Owen, idet de alle scorede 18 gange. Han er en af 30 spillere i Coventrys hall of fame.

### Aston Villa
Dublin blev solgt til Aston Villa for £5.75 million. I december 1999 fik han i en kamp mod Sheffield Wednesday et livstruende brud på halsen.
Bemærkelsesværdigt førte denne skade ikke til karrierens afslutning, idet han efter genoptræning var tilbage på holdet tre måneder senere.
I april 2000, blot en uge efter at være vendt tilbage, var han på holdet, der sikrede klubben sin første FA Cup finale i 43 år, som de dog tabte med 1–0 mod Chelsea, Han var på kontrakt i Aston Villa indtil kontraktudløb i 2004, men var i nogle uger i 2002 udlejet til Millwall.  Da han vendte tilbage, blev han på ny fast mand i Villas angreb.

### Leicester City
Han kom i 2004 på fri transfer til Leicester City, som netop var rykket ud af Premier League og skulle spille i Championship. I sæsonen 2005-2006 mistede han pladsen som klubbens foretrukne angriber, men fik i stedet nogle kampe som forsvarsspiller. Efter fælles overenskomst blev kontrakten annulleret den 30. januar 2006, hvorefter han spillede 11 kampe for Celtic , inden han vendte tilbage til Norwich.

## Efter fodbold
Efter han stoppede sin aktive karriere har Dublin arbejdet i medierne som et  ekspert hos Sky Sports. Desuden har han været med i Ford Super Sunday med Richard Keys, Dublin har kommenteret en række kampe, herunder UEFA Champions League-kampe med Martin Tyler. Han har også været medlem af panelet på BBC Radio 5 Lives Fighting Talk. Han har også været medvært på programmet 606 på BBC Radio 5 Live, Match of the Day 2, og var også fast på BBC Ones Late Kick Off i den østlige region. Han sluttede sig til Lucy Alexander og Martin Roberts på Homes Under the Hammer i 2015.

## Titler
Cambridge United
- Fodbold Liga Tredje Division: 1990-91

Manchester United
- Premier League: 1992-93[19]
- FA Charity Shield: 1994

Celtic
- Skotske Premier League: 2005-06[20]
- Skotske Liga Cup: 2006[21]

Individuel
- Premier League Gyldne Støvle: 1997-98
- Premier League-Spiller af Måned: januar 1998, November 1998
- Coventry City Hall of Fame[22]